# Revelations of Reckoning Day
Revelations of Reckoning Day è il secondo album pubblicato dalla band norvegese Iskald.

## Tracce
1. Ruin of Mankind – 4:19
2. A Breath of Apocalypse – 5:59
3. Warriors of the Northern Twilight, Part II – 9:11
4. Endtime (Instrumental) – 1:54
5. The Orphanage – 5:11
6. Det Stilner Til Storm – 7:22
7. Tartarus – 2:23
8. Journey to Hel! – 6:46
9. Dommedag – 4:51